# Front Wołchowski

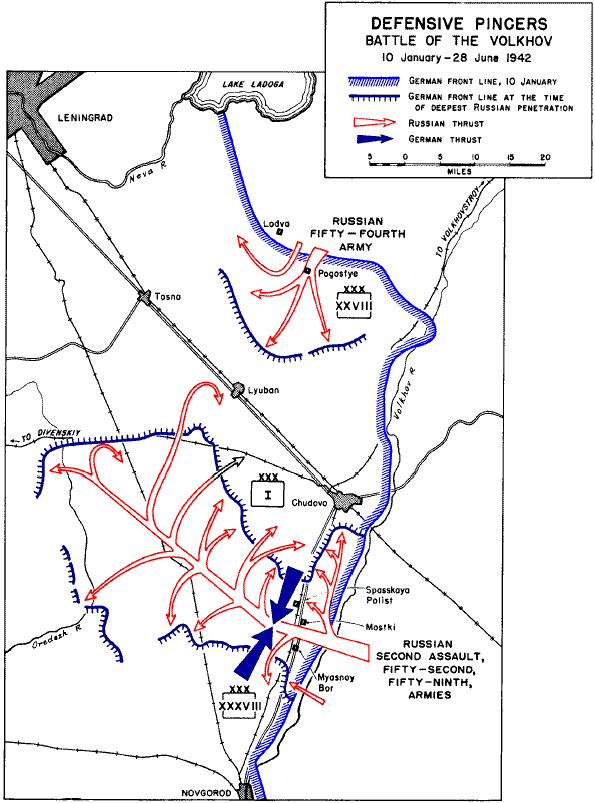

Front Wołchowski (ros. Волховский фронт) – związek operacyjno-strategiczny Armii Czerwonej o kompetencjach administracyjnych i operacyjnych na zachodnim terytorium ZSRR, działający podczas wojny z Niemcami w czasie II wojny światowej.

## Formowanie i działania

### I Formowanie
Po raz pierwszy utworzony został 11 grudnia grudnia1941. Jego dowódcą został gen. Kirył Mierieckow. Front ten składał się z: 4 Armii, 52 Armii, 59 Armii i 26 Armii (przemianowana na 2 Armię Uderzeniową).
Po sformowaniu rozwinął się on na odcinku pomiędzy Lubaniem a Nowogrodem przeciwko części niemieckiej Grupy Armii „Północ”. Brał udział w końcowej fazie operacji tichwińskiej, która przesądziła o porażce niemieckiego planu całkowitej blokady Leningradu. W okresie od stycznia do kwietnia 1942 roku wraz z Frontem Leningradzkim i Frontem Północno-Zachodnim uczestniczył w nieudanej operacji okrążenia Niemców rejonie Lubania.

### II formowanie
Po raz drugi został sformowany 23 kwietnia 1942 roku i został przekształcony w Wołchowską Grupę Operacyjną Frontu Leningradzkiego.

### III formowanie
8 czerwca 1942 roku Front Wołchowski został odtworzony ponownie (dowódca gen. armii Kirył Mierieckow). W sierpniu tego roku przeprowadził wraz z Newską Grupą Operacyjną Frontu Leningradzkiego operację w rejonie miasta Siniawino, która związała znaczne siły niemieckie. 12 stycznia 1943 dokonał wraz z Frontem Leningradzkim przełamania niemieckiego frontu na odcinku 18 Armii w pobliżu Szlisselburga, w wyniku czego na południe od jeziora Ładoga powstał korytarz szerokości od 8 do 10 km łączący Leningrad z resztą kraju. W dniach od 14 stycznia do 1 marca 1944 roku razem z Frontem Leningradzkim i 2 Frontem Nadbałtyckim uczestniczył w operacji leningradzko-nowogrodzkiej przeciwko GA ”Północ”. 15 lutego 1944 roku został rozwiązany w związku ze skróceniem linii frontu. Jego jednostki zostały podzielone pomiędzy sąsiedni Front Leningradzki i 2 Front Nadbałtycki.

## Dowództwo frontu
Dowódcy:
- gen. armii Kirył Mierieckow

Szefowie sztabu:
- gen. por. Fiodor Ozierow[2]

## Struktura organizacyjna
Skład w 1944 roku:
- 8 Armia
- 54 Armia
- 59 Armia
- 14 Armia Lotnicza